# 大世界墜彈慘案

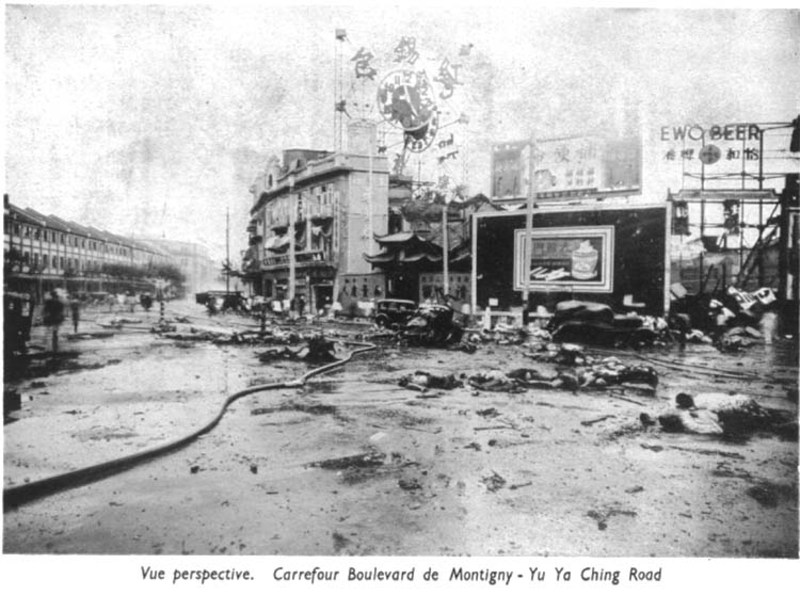
事件现场

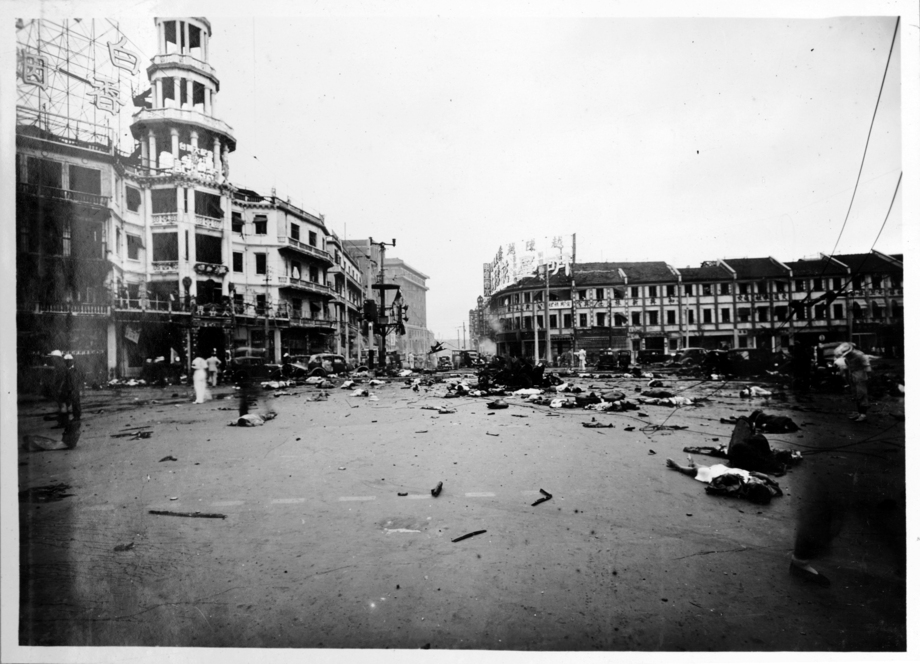
事件现场

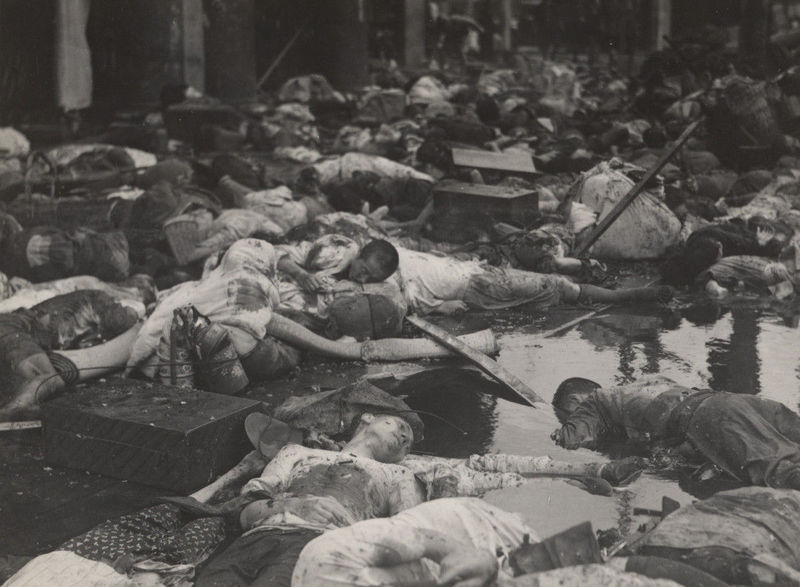
大世界墜彈慘案遇难者

大世界坠弹惨案，又称为“黑色星期六”，是1937年8月14日发生在上海的空军飞机意外坠弹，造成三千余人死伤的事件。

## 事件

### 背景
8月14日是淞沪会战爆发的第二天，数以百万计的众多难民自虹口、杨树浦（日军防区）、闸北（华界）等交战区大批涌入宣布中立的法租界和苏州河以南的半个公共租界，所有街巷桥梁几乎都挤满了难民，中国的一些慈善组织这时成立了许多救济机构，上海著名的娱乐场大世界也出面设立了临时救济站，当天大约聚集了5000名难民。

### 起因
当天下午四时许，两架中国空军飞机，携带两枚炸弹，准备轰炸停泊在市中心黄浦江中的日本军舰“出云号”，尚未到达投弹地点，就被日本高射炮击中炸弹架，中国飞行员负伤，试图向西穿越租界上空，回到西郊虹桥机场，但这时炸弹架损坏，飞机尾部冒烟，飞行员准备将所携带的两枚重磅炸弹投放到空旷的上海跑马厅，却误投到跑马厅东侧、位于市中心、公共租界与法租界交界处爱多亚路（今延安东路）、虞洽卿路（今西藏中路）以及敏体尼荫路（今西藏南路）十字路口，即大世界游樂場门前，这一十字路口是上海最繁忙的路口之一，路口除了如同平日一般挤满了汽车、黄包车，以及无数的行人，加上当时大世界临时难民收容所由于过度拥挤，安排大批难民在门前候车，准备迁往他处，马路上人山人海。

### 经过
第一枚炸弹落下，在沥青路面上爆炸，第二枚炸弹则是在离地面数公尺的空中爆炸，由于碎弹片的散落，造成的人员伤亡更多。两枚炸弹当场造成二千余人死伤。站立在路口螺旋形铁架上指挥交通的越南巡捕被炮弹震落下来，当场身亡。途经此处的公共汽车、私人汽车10余辆及车中400名乘客当场死伤，血肉模糊，其中有一些是被碎弹片击伤，有一些是因为车辆油箱爆炸而被烧死，其中包括美南浸信会美国籍著名传教士乐灵生，他驾驶汽车经过该路口，交通信号灯恰好换成红灯，就在这时他遇难身亡。
在这次惨案的死难者中，有90名是基督复临安息日会所办的时兆报馆的印刷工人，该报馆原设在杨树浦宁国路，8月13日大战爆发时避入租界。
同日，南京路外滩汇中饭店和华懋饭店门前也发生中国空军飞行员误炸事件，造成数百人伤亡。